# Кусайр-Амра
Кусайр-Амра или Кусейр-Амра (араб. قصير عمرة‎, часто называется Каср-Амра) — пустынная крепость, расположенная в восточной Иордании.
Построена в начале VIII века (в период между 723 и 743 годами), в те времена была как крепостью, так и резиденцией халифов династии Омейядов. Ныне находится в значительной степени в руинированном состоянии, однако сохранились элементы бани (хаммама) и большое количество фресок, являющихся примерами светского искусства средневековых мусульманских стран. Входит в число объектов Всемирного наследия ЮНЕСКО.